# Sjutton (uttryck)
Sjutton är ett milt kraftuttryck, använt i fraser som fy sjutton eller sjutton också. Det ersätter oftast grövre svordomar, ibland för att dessa måste censureras utan att för den skull eventuella lyssnare skall sväva i okunnighet om talarens sinnesstämning.
Det är inte belagt varifrån detta uttryck uppkommit. En teori är att det är en mildare version av attan som betydde arton, ”Odens tal”, vilket dock inte är bevisat.
En mästare på detta kamouflage var Evert Taube i visan "Sjuttonde balladen". I denna vistext säger någon vad han tycker genom poesi, istället för svordomar.
På finska säger man i direkt översättning istället sexton. Det blir därmed fraser motsvarande fy sexton.